# Клутье, Роджер
Роджер Клутье (Роджер Л. Клутье Младший) (Roger L. Cloutier Jr.) — военачальник США и НАТО, генерал-лейтенант.

## Биография
Родился 15 марта 1965 года в Льюистоне, штат Мэн.
В 1988 году окончил Университет Сан-Диего, бакалавр политических наук.
В том же году 3 августа поступил на службу в армию США.
Во время войны с Ираком (2003-2011) — командир 1-го батальона 30-го пехотного полка (2005), затем командовал 1-й бригадой 3-го пехотного дивизиона.
В последующем — директор по управлению армейскими силами; комендант Школы управления армейскими силами; исполнительный директор Верховного главнокомандующего в Европе; планировщик совместных учений, Центральный стол командования США, позже секретарь Генерального штаба, Объединенный центр боевых действий, Командование объединенных сил США, Норфолк, Виргиния; начальник штаба и заместитель командира 3-й пехотной дивизии (Форт Стюарт, Джорджия).
В 2015 году в звании бригадного генерала назначен командиром Форта Джексон (Fort Jackson). В том же году получил звание генерал-майора.
- 2016—2018 начальник штаба командования американских войск в Африке (Chief of Staff of the United States Africa Command)
- 03.08.2018—2020 командующий Армией США в Африке (Commander of the United States Army Africa).

С 4 августа 2020 по 4 августа 2022 года — командующий сухопутными войсками НАТО (Commander of the Allied Land Command) (LANDCOM).
Генерал-лейтенант.

## Семья и личная жизнь
Жена (свадьба в августе 1987 г.) — Диана (Дайана), дети - Хейли, Роджер III и Кэмерон.

## Военные награды
- Медаль «За выдающуюся службу» (Министерство обороны США)
- Медаль «За выдающуюся службу» (Армия США)
- Медаль «За отличную службу»
- Орден «Легион почёта» с дубовым листом (означает повторное награждение)
- Бронзовая звезда с двумя  дубовыми листьями
- Похвальная медаль
- Похвальная медаль с тремя дубовыми листьями
- Медаль за достижения с пятью дубовыми листьями
- Значок боевого пехотинца
- Медаль Министерства обороны за отличную службу.